# بیگ باک بانی
 بیگ باک بانی (به انگلیسی: Big Buck Bunny) دومین انیمیشن کوتاه است که در سال ۲۰۰۸ توسط موسسه بلندر, بخشی از بنیاد بلندر تهیه شده.
این انیمیشن مثل فیلم قبلی Elephants Dream توسط نرم‌افزار آزاد و متن‌باز  بلندر به درخواست بنیاد بلندر ساخته شده‌است.

## داستان
داستان انیمیشن Big Buck Bunny مربوط به یک خرگوش دوست داشتنی است که تعدادی سنجاب سعی در اذیت کردن او دارند ولی خرگوش چاره‌ای می‌اندیشد.

## کاراکترها
انیمیشن بیگ باک بانی دارای پنج کاراکتر می‌باشد.
کاراکتر فرانک در بازی Yo Frankie! هم به عنوان یکی از شخصیت‌های اصلی است.